# Bogotà Challenger 1995
Il Bogotà Challenger 1995 è stato un torneo di tennis facente parte della categoria ATP Challenger Series nell'ambito dell'ATP Challenger Series 1995. Il torneo si è giocato a Bogotà in Colombia dal 19 al 25 giugno 1995 su campi in terra rossa.

## Vincitori

### Singolare
Jérôme Golmard ha battuto in finale  Gabriel Silberstein con il punteggio di 2–6, 6–3, 6–2

### Doppio
Óscar Ortiz /  Leander Paes hanno battuto in finale  Sergio Cortés /  João Cunha e Silva con il punteggio di 7–6, 7–6